# Хренін Віктор Геннадійович
Віктор Геннадійович Хренін (біл. Віктар Генадзевіч Хрэнін; нар. 1 серпня 1971, Новогрудок) — білоруський воєначальник, генерал-лейтенант (2020), Міністр оборони Республіки Білорусь з 20 січня 2020 року. Внесений до санкційного списку Європейського Союзу та інших країн через перехоплення літака рейсу 4978 Ryanair з білоруським опозиціонером Романом Протасевичем та російське вторгнення в Україну.

## Біографія
Народився 1 серпня 1971 года в місті Новогрудку Городнянської області. Батько — Геннадій Іванович Хренін, полковник запасу, народився в Пензенській області (там проходив службу його батько), але з дворічного віку живе у Білорусі. Дід по материнській лінії родом із Брянщини, бабуся — з Городнянщини (походить зі шляхти). Ходив до школи у Приморському краї, а вісім класів скінчив у воєнному містечку «Анадир-1» в Чукотскому автономному окрузі Магаданської області РРФСР. У 1988 році закінчив Уссурійське суворовське військове училище. У 1992 році закінчив Омське вище загальновійськове командне училище імені Фрунзе.
Із 1992 року — в Збройних силах Республіки Білорусь. У 2005 році закінчив Військову академію Республіки Білорусь. У 2008—2010 роках — командир 6-ї окремої гвардійської механізованої бригади, у 2010—2014 роках — командир 11-ї окремої гвардійської механізованої бригади. У 2014—2015 роках — заступник командувача і начальник штабу Західного оперативного командування. У 2015—2020 роках — командувач військами Західного оперативного командування. З 2016 року — генерал-майор, з 2020 року — генерал-лейтенант.
Із 20 січня 2020 року — Міністр оборони Республіки Білорусь. Брав активну участь у придушенні протестів у Білорусі улітку 2020 року. У травні 2021 року організував перехоплення літака рейсу 4978 Ryanair, на борту якого перебував опозиційний журналіст Роман Протасевич. З 21 червня 2021 року перебуває під санкціями ЄС, а також Великої Британії, Канади та Швейцарії.
Як пише Вашингтон пост, 22 лютого 2022 року Хренін у телефонній розмові дав слово офіцера своєму українському колезі Олексію Резнікову, що російські війська не зайдуть з території Білорусі, а за два дні після початку вторгнення знову зателефонував і передав вимогу міністра оборони РФ Сергія Шойгу про капітуляцію України. З 2022 року Віктор Хренін перебуває під санкціями Австралії, Нової Зеландії, США (список спеціально позначених громадян і заблокованих осіб), Японії та України.

## Нагороди
- Орден «За службу Батьківщині» III ступеня (Білорусь)
- Медаль «За бездоганну службу» I ступеня (Білорусь)
- Ювілейна медаль «50 років Перемоги у Великій вітчизняній війні 1941—1945 рр.» (Білорусь)
- Ювілейна медаль «60 років Перемоги у Великій вітчизняній війні 1941—1945 рр.» (Білорусь)